# Diecezja Cuauhtémoc-Madera
Diecezja Cuauhtémoc-Madera (łac. Dioecesis Cuauhtemocensis-Materiensis) – diecezja Kościoła rzymskokatolickiego w Meksyku, należąca do archidiecezji Chihuahua.

## Historia
25 kwietnia 1966 roku papież Paweł VI konstytucją apostolską In similitudinem Christi powołał prałaturę terytorialną Madera. Dotychczas wierni z tym terenów należeli do archidiecezji Chihuahua oraz diecezji Ciudad Juárez.
17 listopada 1995 roku decyzją papieża Jana Pawła II wyrażoną w konstytucji apostolskiej Cum praelatura podniósł prałaturę do rangi diecezji oraz zmienił nazwę diecezji.

## Ordynariusze

### Prałaci Madery
- Justo Goizueta Gridilla OAR (1970 - 1988)
- Renato Ascencio León (1988 - 1994)

### Biskupi Cuauhtémoc-Madera
- Juan Guillermo López Soto (1995 - 2021)
- Jesús Omar Alemán Chávez (od 2023)